# Make (äktenskap)
|  | Wiktionary har en ordboksartikel om make. |

Make är en manlig part i ett äktenskap. Det svenska ordet make kommer av fornsvenska maki, "kamrat; like; äkta make", som i sin tur kommer av ett germanskt adjektiv med betydelsen "passande tillsammans".
Traditionellt betraktades maken som familjens överhuvud och förväntades vara den enda försörjaren, en roll som fortsätter i vissa kulturer (ibland beskrivna som paternalism). Idag anses en make inte nödvändigtvis vara familjens försörjare, särskilt om hans gemål har ett mer ekonomiskt givande yrke. I sådana fall är det inte ovanligt att maken betraktas som en hemmaman om det gifta paret har barn. 